# شهرستان ناطع
ناحیهٔ ناطع (به عربی: مدیریة ناطع) یک ناحیه در یمن است که در استان بیضاء واقع شده‌است.
ناحیهٔ ناطع ۱۳٬۶۰۴ نفر جمعیت دارد.